# لورين والش
لورين والش (بالإنجليزية: Lauren Walsh)‏ هي ممثلة أمريكية، ولدت في القرن العشرين.

## وصلات خارجية
- لورين والش على موقع IMDb (الإنجليزية)
- لورين والش على موقع قاعدة بيانات الفيلم (الإنجليزية)